# Знаменка (Большеболдинський район)
Знаменка (рос. Знаменка) — село в Большеболдинському районі Нижньогородської області Російської Федерації.
Населення становить 73 особи. Входить до складу муніципального утворення Большеболдинська сільрада.

## Історія
Від 2009 року входить до складу муніципального утворення Большеболдинська сільрада.

## Населення
| 1999 | 2002 | 2010 |
| ---- | ---- | ---- |
| 76   | ↗80  | ↘73  |